# Dinocheirus partitus
Dinocheirus partitus är en spindeldjursart som först beskrevs av Banks 1909.  Dinocheirus partitus ingår i släktet Dinocheirus och familjen blindklokrypare. Inga underarter finns listade i Catalogue of Life.